# Грэвел энд Тар
Грэвел энд Тар (англ. Gravel and Tar) — шоссейная однодневная велогонка, проходящая по территории Новой Зеландии с 2016 года.

## История
Гонка была создана в 2016 году из-за необходимости заполнить пустоту, образовавшуюся в результате переноса гонки Нью Зиланд Сайкл Классик, которая несколько раз проходила в регионе Манавату-Уангануи.
Изначально гонка проводилась в рамках национального календаря. В 2018 году вошла в календарь Океанского тура UCI с категорией 2.1. В 2022 году гонка была отменена из-за пандемии COVID-19.
Маршрут гонки проходит на Северном острове в регионе Манавату-Уангануи вокруг города Палмерстон-Норт. Протяжённость дистанция составляет от 130 до 160 км из которых 40 км проходят по гравийным дорогам разделёнными на несколько секторов. Это делает её похожей на европейскую Страде Бьянке или североамериканский Тур Баттен Килла.
По словам организатора, гонка считается самой сложной велогонкой в Океании. Она проводится ежегодно в январе и уступает только австралийской однодневной гонке Кэдел Эванс Грейт Оушен Роуд также входящий в Океанский тур UCI. 
С 2019 года, после создания женской версии гонки, сменила своё название на Gravel and Tar Classic.

## Призёры
| Год  | Победитель       | Второй           | Третий           |          |
| ---- | ---------------- | ---------------- | ---------------- | -------- |
| 2016 | Логан Гриффин    | Алекс Уэст       | Александр Рэй    |          |
| 2017 | Роберт Стэннард  | Алекс Уэст       | Гленн Хаден      |          |
| 2018 | Итан Берендс     | Михаэль Торклер  | Хейден Маккормик |          |
| 2019 | Люк Мадгвей      | Райан Кристенсен | Сайрус Монк      |          |
| 2020 | Хейден Маккормик | Люк Мадгвей      | Самуэль Волкерс  |          |
| 2021 | Аарон Гейт       | Люк Мадгвей      | Райан Кристенсен |          |
| 2022 | отменено         | отменено         | отменено         | отменено |
| 2023 | Ben Oliver       | Джеймс Фоуч      | Пол Райт         |          |
| 2024 | Джош Бёрнетт     | Boris Clark      | Tali Lane Welsh  |          |